# Boudewijn Deckers
Boudewijn Deckers (Antwerpen, 5 juli 1946) is een Belgisch marxistisch politicus voor AMADA en diens opvolger de PVDA.

## Levensloop
Deckers is landbouwingenieur van opleiding.
Hij werd actief bij AMADA in de begindagen van de partij en werd er de eerste nationale jongerenverantwoordelijke.
In 2003, na het ontslag van Nadine Rosa-Rosso, werd hij aangesteld als algemeen secretaris van de PVDA.